# Oigny (Loir-et-Cher)
Pour les articles homonymes, voir Oigny.
Oigny est une commune historique du Loir-et-Cher (région Centre-Val de Loire), reléguée au statut de commune déléguée depuis 2018 et la fusion administrative avec les communes voisines d'Arville, Souday, Saint-Agil et Saint-Avit afin de créer la commune nouvelle de Couëtron-au-Perche, dont le chef-lieu se trouve à Souday.

## Géographie

### Localisation
La commune se trouve dans la région naturelle du Perche.

## Politique et administration

### Liste des maires
| Période                                  | Période       | Identité         | Étiquette | Qualité     |
| ---------------------------------------- | ------------- | ---------------- | --------- | ----------- |
| Les données manquantes sont à compléter. |               |                  |           |             |
| (maire en 1981)                          |               | Marcel Gourdet   |           |             |
| mars 2001                                | mars 2014     | Marc Roulleau    |           |             |
| mars 2014                                | décembre 2017 | Nicolas Roulleau | DVD       | Agriculteur |

Depuis 2018 et la création de Couëtron-au-Perche, le maire élu à Oigny est maire délégué au maire de la commune nouvelle.
| Période                                  | Période  | Identité         | Étiquette | Qualité                                  |
| ---------------------------------------- | -------- | ---------------- | --------- | ---------------------------------------- |
| Les données manquantes sont à compléter. |          |                  |           |                                          |
| janvier 2018                             | mai 2020 | Nicolas Roulleau | DVD       | Reconduit jusqu'aux élections suivantes. |
| mai 2020                                 | en cours | Didier Esnault   |           | Retraité.                                |

## Population et société

### Démographie
L'évolution du nombre d'habitants est connue à travers les recensements de la population effectués dans la commune depuis 1793. Pour les communes de moins de 10 000 habitants, une enquête de recensement portant sur toute la population est réalisée tous les cinq ans, les populations de référence des années intermédiaires étant quant à elles estimées par interpolation ou extrapolation. Pour la commune, le premier recensement exhaustif entrant dans le cadre du nouveau dispositif a été réalisé en 2006.

En 2015, la commune comptait 91 habitants, en évolution de −2,15 % par rapport à 2009 (Loir-et-Cher : −1,15 %, France hors Mayotte : +2,11 %).
| 1793 | 1800 | 1806 | 1821 | 1831 | 1836 | 1841 | 1846 | 1851 |
| ---- | ---- | ---- | ---- | ---- | ---- | ---- | ---- | ---- |
| 325  | 280  | 282  | 302  | 325  | 314  | 328  | 328  | 337  |

| 1856 | 1861 | 1866 | 1872 | 1876 | 1881 | 1886 | 1891 | 1896 |
| ---- | ---- | ---- | ---- | ---- | ---- | ---- | ---- | ---- |
| 309  | 312  | 321  | 325  | 319  | 303  | 293  | 269  | 288  |

| 1901 | 1906 | 1911 | 1921 | 1926 | 1931 | 1936 | 1946 | 1954 |
| ---- | ---- | ---- | ---- | ---- | ---- | ---- | ---- | ---- |
| 296  | 309  | 287  | 276  | 278  | 267  | 247  | 226  | 233  |

| 1962 | 1968 | 1975 | 1982 | 1990 | 1999 | 2006 | 2011 | 2015 |
| ---- | ---- | ---- | ---- | ---- | ---- | ---- | ---- | ---- |
| 203  | 170  | 140  | 100  | 68   | 80   | 91   | 93   | 91   |

### Pyramide des âges en 2007
| Hommes | Classe d’âge | Femmes |
| ------ | ------------ | ------ |
| 0,0    | 90 ans ou +  | 0,0    |
| 3,8    | 75 à 89 ans  | 5,1    |
| 19,2   | 60 à 74 ans  | 28,2   |
| 17,3   | 45 à 59 ans  | 20,5   |
| 23,1   | 30 à 44 ans  | 20,5   |
| 11,5   | 15 à 29 ans  | 7,7    |
| 25,0   | 0 à 14 ans   | 17,9   |

| Hommes | Classe d’âge | Femmes |
| ------ | ------------ | ------ |
| 0,6    | 90 ans ou +  | 1,6    |
| 8,3    | 75 à 89 ans  | 11,5   |
| 14,8   | 60 à 74 ans  | 15,7   |
| 21,4   | 45 à 59 ans  | 20,6   |
| 20,3   | 30 à 44 ans  | 19,2   |
| 16,2   | 15 à 29 ans  | 14,7   |
| 18,5   | 0 à 14 ans   | 16,7   |

La population de la commune est relativement âgée. Le taux de personnes d'un âge supérieur à 60 ans (27,5 %) est en effet supérieur au taux national (21,6 %) et au taux départemental (26,3 %).
Contrairement aux répartitions nationale et départementale, la population masculine de la commune est supérieure à la population féminine (57,1 % contre 48,4 % au niveau national et 48,6 % au niveau départemental).
La répartition de la population de la commune par tranches d'âge est, en 2007, la suivante :
- 57,1 % d’hommes (0 à 14 ans = 25 %, 15 à 29 ans = 11,5 %, 30 à 44 ans = 23,1 %, 45 à 59 ans = 17,3 %, plus de 60 ans = 23 %) ;
- 42,9 % de femmes (0 à 14 ans = 17,9 %, 15 à 29 ans = 7,7 %, 30 à 44 ans = 20,5 %, 45 à 59 ans = 20,5 %, plus de 60 ans = 33,3 %).

## Culture locale et patrimoine

### Lieux et monuments
Notre-Dame d'Oigny
L'église d'Oigny et son clocher délicieusement penché ne sont plus à présenter. Son exceptionnelle façade nord typiquement romano-mondoublesque et son magnifique exèdre de marbre blanc en font l'une des principales attractions touristiques de la région.
Le pont des Miracles
Situé à environ 2 km du centre de la commune, ce petit pont[Lequel ?] renfermerait, aux dires de certains habitants, une force magique. Il se serait soulevé au passage, en 1394, de l'envahisseur venu du village voisin de Boursay et aurait poussé ces guerriers primaires dans le Couëtron, la rivière qu'il traverse, épargnant ainsi Oigny d'une bataille sanglante et dévastatrice.
Deux dolmens préhistoriques sont signalés sur la commue, le Dolmen de l'Hêtre Biard et le Dolmen du Boulay. Ils sont donnés pour disparus ou détruits.

### Héraldique
|  | Les armoiries de Oigny se blasonnent ainsi : De sinople aux trois fasces d'argent. Ce sont les armes de l’ancien Prieuré d’Oigny. (Armorial d'Hozier - 1696). |